# Lotusblüten (Zeitschrift)
Lotusblüten (1893-1900) und Neue Lotusblüten (1908-1913 (1914/15)) waren von Franz Hartmann herausgegebene theosophische Zeitschriften.

## Lotusblüten
Die Zeitschrift nannte sich eigentlich Lotusblüthen, nach heutiger Rechtschreibung wird das „h“ jedoch weggelassen. Sie bezeichnete sich als „Ein monatlich erscheinendes Journal enthaltend Originalartikel und ausgewählte Übersetzungen aus der orientalischen Litteratur in Bezug auf die Grundlage der Religionen des Ostens und der THEOSOPHIE“ (Originalzitat). Die erste Ausgabe erschien im Januar 1893 in Leipzig, die letzte im September 1900, also insgesamt in 98 Ausgaben. Dabei wurden jeweils sechs Ausgaben zu einer Edition gebunden, d. h. die Ausgaben Januar bis Juni wurden zu einem großen Heft zusammengefasst, welches jeweils im März erschien, ebenso die Ausgaben Juli bis Dezember mit Erscheinungsdatum September. Insgesamt waren es 16 Bände. Auf dem Titelblatt wurden die Jahrgänge unter Angabe der Heftnummern dem I. und II. Semester zugeordnet. Das Format entsprach etwa dem heutigen DIN A 5. Franz Hartmann fungierte nicht nur als Herausgeber, sondern verfasste auch den größten Teil der publizierten Artikel. Der Gesamtumfang belief sich während des 8-jährigen Erscheinens auf etwa 7300 Seiten, davon wurden rund 6100 von Hartmann selbst verfasst bzw. aus dem Englischen übersetzt, der Rest verteilte sich etwa zu gleichen Teilen auf Leserbriefe (Briefkasten genannt) und andere Autoren.
In erster Linie wurden Themen rund um östliche Philosophien, wie Buddhismus, Yoga, die Veden, Upanishaden und die Bhagavad Gita publiziert. Okkultismus und Magie gehörte aber ebenso zum Repertoire, wie Artikel über die christliche Mystik und natürlich vieles rund um die Theosophie.

## Neue Lotusblüten
Die Neuen Lotusblüten, diesmal wegen einer Rechtschreibreform ohne „h“ geschrieben, stellten die Fortführung der in der Zeit von 1901 bis 1907 eingestellten Zeitschrift dar. Die Zeitschrift bezeichnete sich nun als „Ein zweimonatlich erscheinendes Journal, enthaltend Originalartikel und ausgewählte Übersetzungen aus der orientalischen Literatur in bezug auf die Religionen des Ostens, okkulte Wissenschaft, Mystik und Theosophie“ (Originalzitat). Die erste Ausgabe erschien Juni/Juli 1908 in Leipzig und Berlin die letzte Ausgabe war die Doppelnummer November/Dezember 1915 (Heft 11/12). Während des 8-jährigen Erscheinens bis 1915, belief sich der Gesamtumfang auf etwa 3000 Seiten, wovon Hartmann rund 1700 verfasste. Rund 120 Seiten fielen auf die Leserbriefe und etwa 190 auf andere Autoren. Die Ausgabe 1913, im Umfang von rund 390 Seiten, wurde, wegen Hartmann’s Tod am 7. August 1912, von Paul Harald Grävell von Jostenoode (1856–1932) herausgegeben.
Der Inhalt hatte sich gegenüber den Lotusblüten dahingehend geändert, dass nun Fotos abgedruckt wurden, Kindergeschichten Aufnahme gefunden hatten und vermehrt Biografien und Nachrufe von Theosophen erschienen. Die Informationsdichte und das „esoterische Niveau“ erreichte jedoch nicht mehr die Qualität der ersten Lotusblüten.

## Wirkung
Als eine der ersten Zeitschriften brachten die Lotusblüten echtes esoterisches Gedankengut sowie östliche Philosophien einer breiteren Öffentlichkeit in den deutschsprachigen Ländern nahe. Insbesondere verschiedene Yogatechniken, zu jener Zeit noch als Geheimwissen gehandelt, wurden dadurch erstmals einem größeren Publikum bekannt.

### Franz Hartmann als Autor
- Das Wesen der Alchemie, eine Abhandlung über die Chemie seelischer und geistiger Kräfte im Menschen und im Kosmos. Ullrich, Calw 1994; ISBN 3-928722-31-X
- Die Erkenntnislehre der Bhagavad-gita, im Lichte der Geheimlehre betrachtet. Lang, Kolbenmoor 1999; ISBN 3-930664-06-2
- Die Meister der Weisheit, die indischen und tibetanischen Adepten oder Mahatmas. Schatzkammer-Verlag, Calw 1980
- Die weisse und schwarze Magie oder das Gesetz des Geistes in der Natur. Schatzkammer-Verlag, Calw 1989; ISBN 3-88882-034-0
- Geheimschulen der Magie und okkulte Übungen. Schatzkammer-Verlag, Calw 1980
- Über die GEHEIMLEHRE von H.P.Blavatsky und ihre Quellen. Theosophie in Bewegung e.V., Frankfurt am Main; Schriftenreihe Nr. 02
- Die Meister der Weisheit. Theosophie in Bewegung e.V., Frankfurt am Main: Schriftenreihe Nr. 03
- Die Reinkarnation oder Wiederverkörperung. Theosophie in Bewegung e.V., Frankfurt am Main; Schriftenreihe Nr. 05
- Die Symbole der Bibel. Theosophie in Bewegung e.V., Frankfurt am Main; Schriftenreihe Nr. 09
- Die Bewußtseinsreiche im Weltall. Theosophie in Bewegung e.V., Frankfurt am Main; Schriftenreihe Nr. 10
- Seelenbräute und Vampirismus. Theosophie in Bewegung e.V., Frankfurt am Main; Schriftenreihe Nr. 13
- Das Prinzip der Geschlechter. Theosophie in Bewegung e.V.; Frankfurt am Main; Schriftenreihe Nr. 15
- Die zwölf Zeichen des Zodiak und ihre Bedeutung. Theosophie in Bewegung e.V., Frankfurt am Main; Schriftenreihe Nr. 23
- H.P. Blavatsky – Die Sphinx des neunzehnten Jahrhunderts. Theosophie in Bewegung e.V., Frankfurt am Main; Schriftenreihe Nr. 19
- Die Zustände der Seele nach dem Tode. Theosophie in Bewegung e.V., Frankfurt am Main; Schriftenreihe Nr. 16
- Die Symbolik des Altertums und Die okkulte Mathemathik. Theosophie in Bewegung e.V., Frankfurt am Main; Schriftenreihe Nr. 18
- Sozialismus und Theosophie. Theosophie in Bewegung e.V., Frankfurt am Main; Schriftenreihe Nr. 20
- Okkulte Wissenschaft in der Heilkunst. Theosophie in Bewegung e.V., Frankfurt am Main; Schriftenreihe Nr. 21

### Franz Hartmann als Übersetzer
- Atma Bodha, (Selbsterkenntnis), die geistige Grundlage für die Yogalehre. Schatzkammer-Verlag, Calw 1977; ISBN 3-88882-082-0
- Das Evangelium Buddhas, sein Leben und seine Lehre. Ullrich, Calw 1994; ISBN 3-924411-52-2
- Die Regeln des Radscha Yoga nach den Vorschriften von Gautama Buddha. Schatzkammer-Verlag, Buenos Aires 1957
- Hatha Yoga, die Physiologie des Astralkörpers. Schatzkammer-Verlag, Buenos Aires 1957
- Tattwa Bodha, (Daseinserkenntnis), die wissenschaftliche Grundlage für die Yogalehre. Schatzkammerverlag-Verlag, Calw 1978; ISBN 3-88882-081-2